# Janisroda
Janisroda ist ein Ortsteil der Stadt Naumburg (Saale) im Burgenlandkreis in Sachsen-Anhalt.

## Geografie
Janisroda liegt zwischen Jena und Naumburg (Saale). In diesem Gebiet beginnt das Zeitzer-Altenburger Lösshügelland, ein Ausläufer der Leipziger Tieflandbucht. Benachbarter Ort ist Neujanisroda.

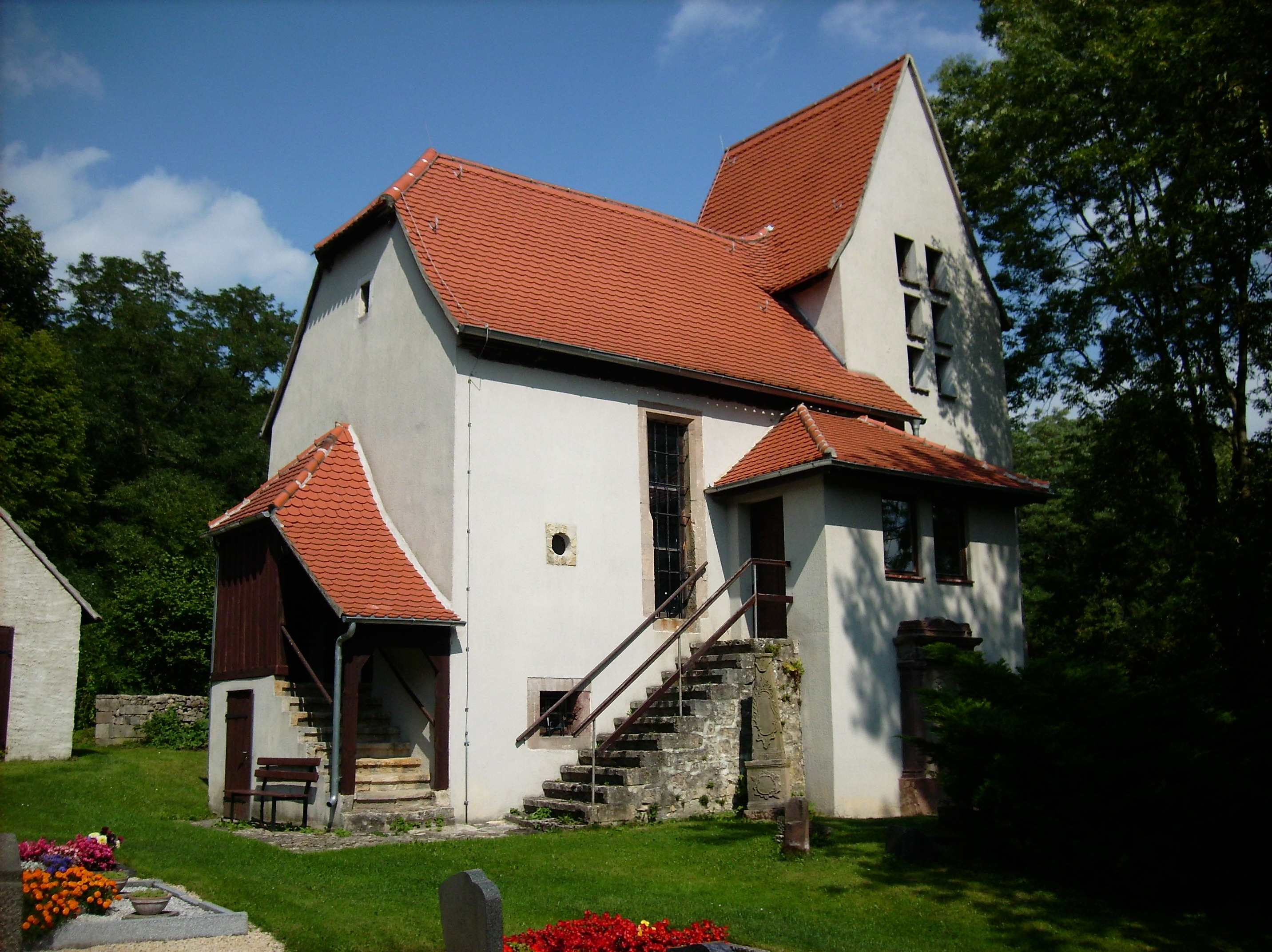
Kirche Janisroda

## Geschichte
Janisroda wurde 1265 erstmals urkundlich erwähnt.
Ursprünglich Wansrod oder Gansrod, später Johannisroda und Jansiroda genannt. Gehörte den von Seydewitz, von Hagenest, von Portzigk, von Berlepsch und den von Römer.
Der Ort gehörte zum wettinischen Kreisamt Eisenberg, welches aufgrund mehrerer Teilungen im Lauf seines Bestehens unter der Hoheit verschiedener Ernestinischer Herzogtümer stand. 1826 kam der Ort mit dem Nordteil des Kreisamts Eisenberg vom Herzogtum Sachsen-Gotha-Altenburg zum Herzogtum Sachsen-Meiningen und wurde Teil der Exklave Camburg. Von 1922 bis 1939 gehörte Janisroda zur Kreisabteilung Camburg, anschließend bis 1948 zum thüringischen Landkreis Stadtroda, danach kurzzeitig zum Landkreis Jena.
Bei der Gebietsreform von 1952 in der DDR kam der Ort an den  Kreis Naumburg im Bezirk Halle, wodurch seine Zugehörigkeit zu Thüringen endete.

## Politik
Die Gemeinde gehörte ab dem 1. Januar 2008 bis zu deren Auflösung am 31. Dezember 2009 der Verwaltungsgemeinschaft Wethautal an.
Am 1. Januar 2010 wurde die bis dahin selbstständige Gemeinde Janisroda zusammen mit den Gemeinden Crölpa-Löbschütz, Prießnitz und der Stadt Bad Kösen in die Stadt Naumburg (Saale) eingemeindet.

## Wirtschaft und Infrastruktur
Westlich von Janisroda verläuft die Bundesstraße 88, die von Jena nach Naumburg (Saale) führt.

## Wappen
Die Gemeinde legte sich nach 1918 ein redendes Wappen bei, das dem Ortsnamen entlehnt war. Das Wappen zeigt in einem roten Schild in einer silbernen Schüssel mit goldenen Rand das abgeschlagene goldene Haupt Johannes des Täufers.